# Ängshuggorm
Ängshuggorm (Vipera ursinii) är en art inom familjen huggormar och som förekommer över stora delar av Syd- och Sydösteuropa samt möjligen även Centralasien. 

## Utseende
Ängshuggormen räknas som Europas minsta huggorm med en längd mellan 40 och 45 cm (i undantagsfall upp till 63 cm). Honan är i regel större än hanen. Den slanka kroppen har en grå till brunaktig grundfärg med ett svart, brunt eller rödaktigt sicksackband längs ryggen och mörka fläckar längs sidorna. Sicksackbandet är ofta omgivet av ett ljusare fält.

## Ekologi
Arten föredrar habitat som glesbevuxna ängar och sluttningar. I högre terräng kan den uppträda på klippiga, torra sluttningar, högstäpper och ängar, medan individer i låglänta områden ibland kan påträffas i våtmarker. Arten kan gå upp till 3 000 meters höjd.
Ängshuggormen är en skygg, fredlig och endast svagt giftig orm; bett ger vanligtvis bara lokala symptom som svullnad, lättare smärta och ibland rodnad och/eller blåmärken. Symptomen avklingar mellan 12 timmar och 2 veckor, och det är sällsynt som de bitna behöver läkarvård. Behandling med motgift förekommer sällan.

### Fortplantning
Parningstiden varar mellan april och maj. Arten är levandefödare; de 4 till 8 (sällsynt så litet som 2 och upp till 22) ungarna föds under augusti till september.

### Föda
Födan består främst av större hopprätvingar som syrsor och vårtbitare; den tar också smågnagare som unga möss, ödlor, spindlar och skalbaggar. Ryggradsdjur tas främst tidigt under säsongen.

## Utbredning och taxonomi
Artens taxonomi är mycket omdebatterad; de flesta forskare anser att de(n) centralasiatiska underarten/underarterna inte ingår i V. ursinii-komplexet. Enligt detta synsätt indelas den i följande underarter:
- Vipera ursinii ursinii med förekomst i Italien och Frankrike;
- Vipera ursinii graeca – centrala Grekland;
- Vipera ursinii macrops – Bosnien-Herzegovina, Makedonien, Montenegro och norra Albanien;
- Vipera ursinii moldavica – Rumänien och troligtvis Bulgarien
- Vipera ursinii rakosiensis – Ungern och troligtvis Bulgarien; tidigare förekomster i Rumänien och Österrike är förmodligen utdöda.[4]

Några forskare betraktar även Vipera ursinii anatolica, som lever i sydvästra Turkiet, som en underart, medan andra ser den som en egen art (Vipera anatolica). Vissa forskare betraktar dessutom Vipera eriwanensis som en synonym till någon eller några av  underarterna.
Utbredningsområdet är kraftigt fragmenterat, och ängshuggormen är ingenstans vanlig.

## Status
IUCN kategoriserar arten globalt som sårbar, och populationen minskar. Främsta orsaken är övergången till ett modernt, högintensivt jordbruk, framför allt på lägre höjder. Ett ytterligare hot är habitatförstöring genom skogsplanteringar och turistindustri med uppförande av vintersportanläggningar.